# Diarios de motocicleta
Diarios de motocicleta (ook wel bekend onder de Engelse titel The motorcycle diaries) is een film uit 2004, geregisseerd door Walter Salles. De film, gebaseerd op de reisverhalen van de Argentijnse revolutionaire strijder Ernesto "Che" Guevara en Alberto Granado, vertelt het waargebeurde verhaal van de reis van de jonge Guevara (gespeeld door Gael García Bernal) en Granado (Rodrigo de la Serna, een ver familielid van Che Guevara) door Zuid-Amerika in de jaren vijftig. Voor de verscheidene personages uit lagere sociale klassen werden voornamelijk onervaren acteurs gebruikt. De film ging in première op het Sundance Film Festival.

## Verhaal
In 1952 gaan twee Argentijnen, Ernesto Guevara, een 23-jarige student geneeskunde, gespecialiseerd in lepra-onderzoek en lijdend aan astma, en Alberto Granado, een 29-jarige biochemicus, samen op een motorreis door Zuid-Amerika, van Buenos Aires naar Venezuela, om daar Alberto's 30e verjaardag te vieren. Ze maken hun reis op een oude Norton 500 motorfiets uit 1939, bijgenaamd La Poderosa, "de Machtige". Gedurende de reis, van de Argentijnse pampa's via de hoge Andes door de droge Atacamawoestijn en uiteindelijk in een leprakolonie in de Peruviaanse Amazonebekken, komen ze in aanraking met arbeiders, armen, zieken, onderdrukten en andere leden van de lagere klassen, wat voor beiden de manier waarop ze tegen het leven en hun bevoorrechte positie als leden van de hogere klasse aankijken verandert. Aan het einde van de film heeft Ernesto zich ontwikkeld van een jonge avonturier tot een politiek strijder.

## Rolverdeling
- Gael García Bernal - Ernesto Guevara de la Serna
- Rodrigo de la Serna - Alberto Granado
- Mía Maestro - Chichina Ferreyra
- Gustavo Bueno - dr. Hugo Pesce
- Jorge Chiarella - dr. Bresciani
- Mercedes Morán - Celia de la Serna
- Jean Pierre Noher - Ernesto Guevara Lynch
- Sergio Boris - jonge reiziger

## Prijzen en nominaties
Op het filmfestival van Cannes in 2004 werd de film genomineerd voor vier prijzen, waaronder de Gouden Palm. Hij won drie prijzen, de François Chalais Award, de Prize of the Ecumenical Jury en de Technical Grand Prize voor cameraman Eric Gautier. Het jaar daarop werd de film genomineerd voor twee Oscars, voor het beste bewerkte scenario (voor Jose Rivera) en voor beste nummer (voor "Al otro lado del río" van Jorge Drexler). Hij won de Oscar voor beste liedje, de eerste keer dat een Spaanstalig liedje deze prijs won.
De film won 36 prijzen en werd voor 49 andere genomineerd. Een selectie:
| Jaar | Evenement                      | Categorie              | Genomineerde                        | Resultaat   |
| ---- | ------------------------------ | ---------------------- | ----------------------------------- | ----------- |
| 2005 | Cóndor de Plata (53ste editie) | Beste film             | Diarios de motocicleta              | Genomineerd |
| 2005 | Cóndor de Plata (53ste editie) | Beste regisseur        | Walter Salles                       | Genomineerd |
| 2005 | Cóndor de Plata (53ste editie) | Beste acteur           | Rodrigo de la Serna                 | Gewonnen    |
| 2005 | Cóndor de Plata (53ste editie) | Beste bewerkt scenario | José Rivera                         | Gewonnen    |
| 2005 | Cóndor de Plata (53ste editie) | Beste camerawerk       | Eric Gautier                        | Genomineerd |
| 2005 | Cóndor de Plata (53ste editie) | Beste montage          | Daniel Rezende                      | Genomineerd |
| 2005 | Cóndor de Plata (53ste editie) | Beste artdirector      | Carlos Conti                        | Genomineerd |
| 2005 | Cóndor de Plata (53ste editie) | Beste kostuums         | Beatriz De Benedetto, Marisa Urruti | Genomineerd |
| 2005 | Cóndor de Plata (53ste editie) | Beste geluid           | Jean-Claude Brisson                 | Genomineerd |
| 2005 | Cóndor de Plata (53ste editie) | Beste filmmuziek       | Gustavo Santaolalla                 | Gewonnen    |